# Ladomérmező
Ladomérmező (1899-ig Krajnó-Polyána, szlovákul: Krajná Poľana) község Szlovákiában, az Eperjesi kerület Felsővízközi járásában.

## Fekvése
Felsővízköztől 14 km-re északkeletre, a Ladomér-patak partján fekszik.

## Története
1599-ben említik először. A falu akkor keletkezett, amikor a vlach jog alapján a 16. században ruszinokkal telepítették be. A makovicai uradalomhoz tartozott. 1618-ban „Polona alias Polianka Krainaj” néven említik. 1712-ben a járványok és nélkülözések következtében elnéptelenedett. 1787-ben 14 házában 98 lakos élt.
A 18. század végén Vályi András így ír róla: „POLYÁNA. Krajna Polyána. Orosz falu Sáros Vármegyében, földes Ura Gróf Szirmay Uraság, lakosai többen ó hitüek, fekszik Bártfához két mértföldnyire, határja hegyes, és néhol nehéz mivelésű, más része meglehetős termésű, fájok, legelőjök, réttyek van, második osztálybéli.”
1828-ban 20 háza volt 162 lakossal, akik állattartással, faárukészítéssel, szövéssel foglalkoztak. A 19. század közepétől lakói közül sokan elköltöztek.
Fényes Elek 1851-ben kiadott geográfiai szótárában így ír a faluról: „Polyana (Krajna), orosz falu, Sáros vmegyében, a makoviczi uradalomban, Duplin fil., 13 romai, 135 gör. kath., 14 zsidó lak. Ut. post. A.-Komarnyik.”
1920 előtt Sáros vármegye Felsővízközi járásához tartozott.

## Népessége
| Év:            | 1994. | 2004.    | 2014.   | 2024.   |
| -------------- | ----- | -------- | ------- | ------- |
| Emberek száma: | 245   | 214      | 212     | 227     |
| Eltérés:       |       | -12,65 % | -0,93 % | +7,07 % |

| Év:            | 2023. | 2024. |
| -------------- | ----- | ----- |
| Emberek száma: | 227   | 227   |
| Eltérés:       |       | +0 %  |

1910-ben 247 lakosa volt, heterogén nemzetiségi összetételben. Ruszin: 110 fő (44,5%), lengyel: 109 fő (44,1%), német 18 fő (7,3%), magyar 7 fő (2,8%), tót (szlovák) 3 fő (1,2%) találtatott. A felekezeti megoszlás: 132 görögkatolikus (53,4%), 98 római katolikus (39,7%), 17 izraelita (6,9%). A falu lakosságából 20 fő tudott ekkor magyarul, 58-an tudtak írni és olvasni, a házak száma: 26 volt.
2001-ben 245 lakosából 226 szlovák és 18 ruszin volt.
2011-ben 213 lakosából 157 szlovák és 38 ruszin.

## Nevezetességei
- A Nagyboldogasszony tiszteletére szentelt görögkatolikus temploma 1924-ben épült a korábbi fatemplom helyén. Fennmaradt része egy, a 18. század második feléből származó barokk oltár.
- Katonai temetőjében 1 orosz és 38 ismeretlen osztrák-magyar katona nyugszik, akik 1914-ben estek el a környékbeli harcokban.